# Miquel Coll
Miquel Coll Alentorn (Barcelona, 12 de mayo de 1904-Barcelona, 15 de diciembre de 1990) fue un ingeniero, profesor y político español de Unión Democrática de Cataluña y presidente del Parlamento de Cataluña desde 1984 hasta 1988. 

## Trayectoria política
En 1932 ingresó en Unión Democrática de Cataluña, partido del que llegaría a ser secretario general, miembro de su Comité de Gobierno (1932-1935 y 1936-1963) y presidente de su Consejo Nacional (1963-1988).
Fue miembro del Consejo de Educación y Cultura de la Generalidad provisional.
Con la restauración de la Generalidad de Cataluña, resultó elegido diputado en el Parlamento de Cataluña el año 1980. Durante la legislatura 1980-1984, fue nombrado consejero adjunto a la Presidencia de la Generalidad. En la siguiente legislatura (1984-1988), volvió a ser elegido diputado en el Parlamento, siendo escogido presidente del Parlamento de Cataluña. A fines de dicha legislatura se retiró de la vida política, tanto a nivel institucional como de partido.

## Trayectoria profesional y cívica
A pesar de su formación como ingeniero industrial, la mayor parte de su actividad profesional se centró en el estudio de la historia de Cataluña, recibiendo enseñanzas de Jordi Rubió y de Ferran Soldevila.
Sin embargo, inicialmente, fue profesor de Matemáticas y director de la Escuela Municipal de Artes y Oficios de Olesa de Montserrat.
Su actividad estuvo estrechamente ligada al Instituto de Estudios Catalanes (IEC), siendo cofundador de dos de sus secciones: la Societat Catalana d'Estudis Històrics y la Societat Catalana d'Estudis Jurídics, Econòmics i Socials. También fue presidente de la Sección Históricoarqueológica y delegado del IEC en la Societat Catalana d'Estudis Litúrgics (filial del IEC).
Al mismo tiempo, se convirtió en uno de los restauradores de los Estudios Universitarios Catalanes, en los que fue profesor de Historia, actividad que ejerció igualmente en la escuela de Bibliología y en la Sección de Filología Catalana de la Facultad de Filología de la Universidad de Barcelona, hasta 1977.
También formó parte de otras instituciones, como la Real Academia de Buenas Letras de Barcelona, de la que fue académico de número, y correspondiente de la Real Academia de la Historia, en Madrid.
En 1993, Unió Democràtica de Catalunya creó su propia fundación de estudios políticos y sociales, que recibió el nombre de Institut d'Estudis Humanístics Miquel Coll Alentorn (Instituto de Estudios Humanísticos[Miquel Coll Alentorn) en homenaje a uno de sus dirigentes históricos más insignes.

### Principales publicaciones
- Historiografia de Catalunya en el període primitiu (1951-52).
- Edició crítica de la Crònica de Desclot (1949-51).
- La llegenda de Guillem Ramon de Montcada, 1957.
- Miquel Coll i Alentorn.